# Szwajcaria na Zimowych Igrzyskach Olimpijskich 1980
Szwajcarię na Zimowych Igrzyskach Olimpijskich 1980 reprezentowało 44 zawodników: trzydziestu trzech mężczyzn i jedenaście kobiet. Był to trzynasty start reprezentacji Szwajcarii na zimowych igrzyskach olimpijskich.

## Medaliści
| Medal | Imię i nazwisko                                     | Dyscyplina            | Konkurencja     |
| ----- | --------------------------------------------------- | --------------------- | --------------- |
|       | Erich Schärer Josef Benz                            | Bobsleje              | Dwójki          |
|       | Erich Schärer Ulrich Bächli Rudolf Marti Josef Benz | Bobsleje              | Czwórki         |
|       | Jacques Lüthy                                       | Narciarstwo alpejskie | Slalom mężczyzn |
|       | Marie-Theres Nadig                                  | Narciarstwo alpejskie | Zjazd kobiet    |
|       | Erika Hess                                          | Narciarstwo alpejskie | Slalom kobiet   |

## Skład reprezentacji

### Narciarstwo alpejskie
Mężczyźni
| Zawodnik          | Konkurencja   | Wyścig 1     | Wyścig 1 | Wyścig 2 | Wyścig 2 | Łącznie      | Łącznie |
| Zawodnik          | Konkurencja   | Czas         | Miejsce  | Czas     | Miejsce  | Czas         | Miejsce |
| ----------------- | ------------- | ------------ | -------- | -------- | -------- | ------------ | ------- |
| Toni Bürgler      | Zjazd         |              |          |          |          | Nie ukończył | –       |
| Erwin Josi        | Zjazd         |              |          |          |          | 1:50.03      | 24      |
| Urs Räber         | Zjazd         |              |          |          |          | 1:49.16      | 18      |
| Peter Müller      | Zjazd         |              |          |          |          | 1:46.75      | 4       |
| Jean-Luc Fournier | Slalom gigant | Nie ukończył | –        | –        | –        | Nie ukończył | –       |
| Peter Lüscher     | Slalom gigant | Nie ukończył | –        | –        | –        | Nie ukończył | –       |
| Jacques Lüthy     | Slalom gigant | 1:21.55      | 11       | 1:21.20  | 2        | 2:42.75      | 5       |
| Joël Gaspoz       | Slalom gigant | 1:21.10      | 5        | 1:21.95  | 6        | 2:43.05      | 7       |
| Peter Lüscher     | Slalom        | Nie ukończył | –        | –        | –        | Nie ukończył | –       |
| Joël Gaspoz       | Slalom        | Nie ukończył | –        | –        | –        | Nie ukończył | –       |
| Jean-Luc Fournier | Slalom        | 58.95        | 28       | 54.53    | 23       | 1:53.48      | 23      |
| Jacques Lüthy     | Slalom        | 53.70        | 2        | 51.36    | 6        | 1:45.06      |         |

Kobiety
| Zawodniczka              | Konkurencja   | Wyścig 1      | Wyścig 1 | Wyścig 2      | Wyścig 2 | Łącznie       | Łącznie |
| Zawodniczka              | Konkurencja   | Czas          | Miejsce  | Czas          | Miejsce  | Czas          | Miejsce |
| ------------------------ | ------------- | ------------- | -------- | ------------- | -------- | ------------- | ------- |
| Annemarie Bischofsberger | Zjazd         |               |          |               |          | 1:41.93       | 20      |
| Doris de Agostini        | Zjazd         |               |          |               |          | 1:41.26       | 17      |
| Bernadette Zurbriggen    | Zjazd         |               |          |               |          | 1:40.74       | 11      |
| Marie-Theres Nadig       | Zjazd         |               |          |               |          | 1:38.36       |         |
| Marie-Theres Nadig       | Slalom gigant | Nie ukończyła | –        | –             | –        | Nie ukończyła | –       |
| Brigitte Nansoz          | Slalom gigant | 1:18.09       | 18       | 1:30.11       | 15       | 2:48.20       | 16      |
| Erika Hess               | Slalom gigant | 1:15.27       | 4        | Nie ukończyła | –        | Nie ukończyła | –       |
| Marie-Theres Nadig       | Slalom        | Nie ukończyła | –        | –             | –        | Nie ukończyła | –       |
| Brigitte Nansoz          | Slalom        | 45.52         | 17       | Nie ukończyła | –        | Nie ukończyła | –       |
| Erika Hess               | Slalom        | 43.50         | 5        | 44.39         | 5        | 1:27.89       |         |

### Biathlon
Mężczyźni
| Konkurencja  | Zawodnik      | Pudła 1 | Czas     | Miejsce |
| ------------ | ------------- | ------- | -------- | ------- |
| 10 km Sprint | Roland Burn   | 5       | 36:52.35 | 32      |
| 10 km Sprint | Urs Brechbühl | 4       | 36:22.66 | 30      |

| Konkurencja   | Zawodnik      | Czas       | Kary | Skorygowany czas 2 | Miejsce |
| ------------- | ------------- | ---------- | ---- | ------------------ | ------- |
| Bieg na 20 km | Roland Burn   | 1'10:12.97 | 11   | 1'21:12.97         | 37      |
| Bieg na 20 km | Urs Berchbühl | 1'11:59.13 | 8    | 1'19:59.13         | 34      |

### Bobsleje
| Osada | Zawodnicy                   | Konkurencja | Ślizg 1 | Ślizg 1 | Ślizg 2 | Ślizg 2 | Ślizg 3 | Ślizg 3 | Ślizg 4 | Ślizg 4 | Łącznie | Łącznie |
| Osada | Zawodnicy                   | Konkurencja | Czas    | Miejsce | Czas    | Miejsce | Czas    | Miejsce | Czas    | Miejsce | Czas    | Miejsce |
| ----- | --------------------------- | ----------- | ------- | ------- | ------- | ------- | ------- | ------- | ------- | ------- | ------- | ------- |
| SUI-1 | Hans Hiltebrand Walter Rahm | Dwójki      | 1:02.37 | 2       | 1:02.96 | 5       | 1:03.65 | 11      | 1:02.64 | 3       | 4:11.32 | 4       |
| SUI-2 | Erich Schärer Sepp Benz     | Dwójki      | 1:01.87 | 1       | 1:02.76 | 2       | 1:02.29 | 1       | 1:02.44 | 1       | 4:09.36 |         |

| Osada | Zawodnicy                                                      | Konkurencja | Ślizg 1 | Ślizg 1 | Ślizg 2 | Ślizg 2 | Ślizg 3 | Ślizg 3 | Ślizg 4 | Ślizg 4 | Łącznie | Łącznie |
| Osada | Zawodnicy                                                      | Konkurencja | Czas    | Miejsce | Czas    | Miejsce | Czas    | Miejsce | Czas    | Miejsce | Czas    | Miejsce |
| ----- | -------------------------------------------------------------- | ----------- | ------- | ------- | ------- | ------- | ------- | ------- | ------- | ------- | ------- | ------- |
| SUI-1 | Erich Schärer Ueli Bächli Ruedi Marti Sepp Benz                | Czwórki     | 1:00.31 | 3       | 1:00.41 | 3       | 1:00.02 | 2       | 1:00.13 | 1       | 4:00.87 |         |
| SUI-2 | Hans Hiltebrand Ulrich Schindler Walter Rahm Armin Baumgartner | Four-man    | 1:01.13 | 7       | 1:01.00 | 5       | 1:00.54 | 7       | 1:01.02 | 6       | 4:03.69 | 6       |

### Biegi narciarskie
Mężczyźni
| Konkurencja   | Zawodnik            | Wyścig       | Wyścig  |
| Konkurencja   | Zawodnik            | Czas         | Miejsce |
| ------------- | ------------------- | ------------ | ------- |
| Bieg na 15 km | Alfred Schindler    | 44:52.93     | 35      |
| Bieg na 15 km | Hansueli Kreuzer    | 44:44.66     | 32      |
| Bieg na 15 km | Konrad Hallenbarter | 44:42.12     | 29      |
| Bieg na 15 km | Franz Renggli       | 44:38.66     | 27      |
| Bieg na 30 km | Francis Jacot       | 1'36:50.46   | 42      |
| Bieg na 30 km | Heinz Gähler        | 1'33:43.68   | 29      |
| Bieg na 30 km | Gaudenz Ambühl      | 1'32:06.20   | 24      |
| Bieg na 30 km | Eduard Hauser       | 1'31:20.09   | 15      |
| Bieg na 50 km | Konrad Hallenbarter | Nie ukończył | –       |
| Bieg na 50 km | Gaudenz Ambühl      | Nie ukończył | –       |
| Bieg na 50 km | Heinz Gähler        | 2'35:11.20   | 14      |
| Bieg na 50 km | Franz Renggli       | 2'33:27.56   | 10      |

Sztafeta mężczyzn 4 x 10 km
| Zawodnicy                                                         | Wyścig     | Wyścig  |
| Zawodnicy                                                         | Czas       | Miejsce |
| ----------------------------------------------------------------- | ---------- | ------- |
| Hansrüli Kreuzer Konrad Hallenbarter Eduard Hauser Gaudenz Ambühl | 2'03:36.57 | 7       |

Kobiety
| Konkurencja   | Zawodniczka     | Wyścig   | Wyścig  |
| Konkurencja   | Zawodniczka     | Czas     | Miejsce |
| ------------- | --------------- | -------- | ------- |
| Bieg na 5 km  | Cornelia Thomas | 16:43.85 | 34      |
| Bieg na 5 km  | Evi Kratzer     | 16:14.34 | 23      |
| Bieg na 10 km | Cornelia Thomas | 33:57.94 | 36      |
| Bieg na 10 km | Evi Kratzer     | 33:03.65 | 27      |

### Łyżwiarstwo figurowe
Kobiety
| Zawodniczka      | Konkurencja | Punkty | Miejsca | Miejsce |
| ---------------- | ----------- | ------ | ------- | ------- |
| Danielle Rieder  | Solistki    | 165.46 | 125     | 14      |
| Denise Biellmann | Solistki    | 180.46 | 43      | 4       |

### Saneczkarstwo
Mężczyźni
| Zawodnik      | Ślizg 1      | Ślizg 1 | Ślizg 2      | Ślizg 2 | Ślizg 3 | Ślizg 3 | Ślizg 4 | Ślizg 4 | Łącznie      | Łącznie |
| Zawodnik      | Czas         | Miejsce | Czas         | Miejsce | Czas    | Miejsce | Czas    | Miejsce | Czas         | Miejsce |
| ------------- | ------------ | ------- | ------------ | ------- | ------- | ------- | ------- | ------- | ------------ | ------- |
| Ueli Schenkel | Nie ukończył | –       | –            | –       | –       | –       | –       | –       | Nie ukończył | –       |
| Markus Kägi   | 54.224       | 28      | Nie ukończył | –       | –       | –       | –       | –       | Nie ukończył | –       |

### Kombinacja norweska
Konkurencje:
- Skocznia normalna
- Biegi narciarskie – bieg na 15 km

| Zawodnik          | Konkurencja   | Skok      | Skok      | Skok   | Skok    | Bieg    | Bieg    | Bieg    | Łącznie | Łącznie |
| Zawodnik          | Konkurencja   | Dystans 1 | Dystans 2 | Punkty | Miejsce | Czas    | Punkty  | Miejsce | Punkty  | Miejsce |
| ----------------- | ------------- | --------- | --------- | ------ | ------- | ------- | ------- | ------- | ------- | ------- |
| Ernst Beetschen   | Indywidualnie | 73.0      | 72.0      | 170.3  | 27      | 50:09.2 | 198.295 | 16      | 368.595 | 21      |
| Karl Lustenberger | Indywidualnie | 83.0      | 80.0      | 212.7  | 6       | 50:01.1 | 199.510 | 14      | 412.210 | 6       |

### Skoki narciarskie
| Zawodnik          | Konkurencja       | Skok 1  | Skok 1 | Skok 2  | Skok 2 | Łącznie | Łącznie |
| Zawodnik          | Konkurencja       | Dystans | Punkty | Dystans | Punkty | Punkty  | Miejsce |
| ----------------- | ----------------- | ------- | ------ | ------- | ------ | ------- | ------- |
| Paul Egloff       | Skocznia normalna | 65.0    | 80.2   | 70.5    | 91.5   | 171.7   | 43      |
| Robert Mösching   | Skocznia normalna | 74.0    | 97.6   | 73.0    | 95.0   | 192.6   | 37      |
| Hansjörg Sumi     | Skocznia normalna | 83.0    | 117.5  | 86.5    | 125.1  | 242.6   | 9       |
| Paul Egloff       | Skocznia duża     | 91.5    | 87.7   | 88.0    | 79.4   | 167.2   | 47      |
| Karl Lustenberger | Skocznia duża     | 98.0    | 104.4  | 95.0    | 98.7   | 203.1   | 30      |
| Robert Mösching   | Skocznia duża     | 108.0   | 118.4  | 98.5    | 104.1  | 222.5   | 17      |
| Hansjörg Sumi     | Skocznia duża     | 117.0   | 135.0  | 100.0   | 107.7  | 242.7   | 7       |

### Łyżwiarstwo szybkie
Kobiety
| Konkurencja    | Zawodniczka    | Wyścig  | Wyścig  |
| Konkurencja    | Zawodniczka    | Czas    | Miejsce |
| -------------- | -------------- | ------- | ------- |
| Bieg na 500 m  | Silvia Brunner | 43.72   | 13      |
| Bieg na 1000 m | Silvia Brunner | 1:31.79 | 29      |